# 太陽のにほひ
「太陽のにほひ」（たいようのにほひ）は、森山直太朗14枚目のシングル。
2007年8月8日発売。発売元はユニバーサルミュージック。

## 概要
アサヒビールのCMソングとして起用、CMに森山も出演。書き下ろしではなく昔に制作した楽曲。飼い犬が蒸し暑い夏の午後、突然亡くなったという実体験が元になっており「愛しい」ものを失いたくない、と現実と夢の間で揺れ動く気持ちを歌っている。DVD付初回限定盤と通常盤2形態で発売。DVDは「太陽のにほひ」ミュージック・ビデオを収録。通常盤はボーナス・トラック2曲収録。

## 収録曲
全曲　作詞・作曲：森山直太朗/御徒町凧
1. 太陽のにほひ　編曲：笹路正徳　（アサヒ「スタイルフリー」CMソング）
2. バース@デイ〜ひとりぼっちの応援歌〜　編曲：笹路正徳
WOWOW「ヨーロッパサッカー」テーマソング
MVには公募で集まったファンが参加、人文字で楽曲タイトル等を作る。
3. 坂の途中の病院　編曲：田中義人（通常盤のみ）
ライブ等で披露されていた楽曲がカップリング曲として収録。
その歌詞は架空の「坂の途中の病院」について書かれたもの。
4. いつかさらばさ（通常盤のみ）
（森山直太朗 ワールドツアー2007「全ての柔らかいモノのために」Live at 東京国際フォーラム3.25）

## タイアップ楽曲
アサヒビール アサヒスタイルフリー
- 『登場篇』　（2007年3月27日 - ）
- 『飛行機雲篇』　（2007年3月27日 - ） 吹石一恵と共演